# Jean Müller Elektrotechnische Fabrik

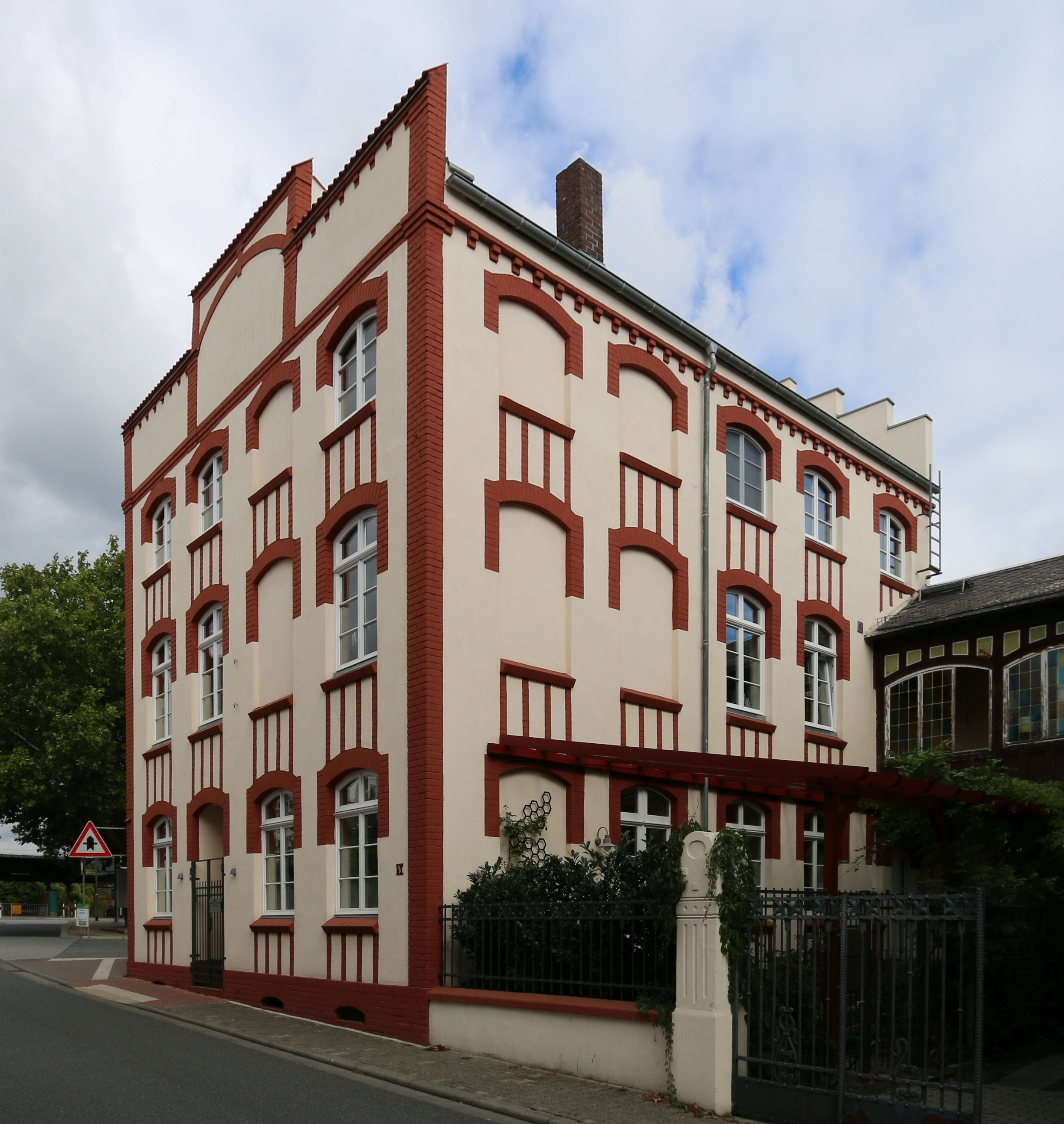
Einer der ersten Firmensitze des Unternehmens in der Eltviller Bahnhofstraße (ab 1902)

Die Jean Müller GmbH Elektrotechnische Fabrik ist ein Hersteller von sicherungsbehafteten Schaltgeräten für Industrie, Energieversorger sowie Schalt- und Steuerungsanlagenbauer.
Das Unternehmen hat seit seiner Gründung seinen Hauptsitz in Eltville am Rhein und ist mit etwa 600 Mitarbeitern sowie Tochterunternehmen unter anderem in Österreich, China, Polen, der Schweiz und Singapur weltweit tätig. Bekannteste Produkte sind Hausanschlusskästen für Keller von Privathaushalten sowie Verteilerschränke für Energieversorger.

## Geschichte
1897 erfolgte die Unternehmensgründung in Eltville durch Johann Baptist Müller, genannt Jean. Zunächst mit der Installation von elektrischen Anlagen beschäftigt, erkannte Jean Müller frühzeitig, dass der Schutz von Leitungen und Anlagen vor Kurzschlüssen und Überlastungen sehr wichtig war. Daher begann er selbst mit der Fertigung von Schmelzstreifen und -sicherungen auf der Basis des Siemens/Schuckert-Patentes von 1901 sowie der Weiterentwicklung dieser Technologie.
Die Technologie der Schmelzsicherung ist bis heute die Grundlage des Geschäfts, das Produktportfolio wurde über die Jahre mit Sicherungsunterteilen, Zubehör, sicherungsbehafteten Schaltgeräten und passenden Gehäusen immer weiter ausgebaut.
Das Unternehmen wurde zwischen 1939 und 1945 von größeren Kriegsschäden verschont, im Jahr 1946 stellten 100 Mitarbeiter Sicherungen her. Der Umsatz entsprach 0,5 Mio. Euro.
2002 bezog das Familienunternehmen ein neues Stammwerk in Eltville. Es ist heute größter industrieller Arbeitgeber im Rheingau und Ausbildungsbetrieb für technische und kaufmännische Berufe.

## Produkte
Jean Müller stellt Produkte für die Verteilung von elektrischer Energie her:
- Sicherungseinsätze, hauptsächlich NH-, Halbleiterschutz- und HH-Sicherungseinsätze
- Stromverteilungskomponenten, zum Beispiel Lasttrennschalter mit Sicherungen, Sicherungsleisten und Sammelschienensystemen
- Energieverteilungen, zum Beispiel Hausanschlusstechnik, Verteiler- und Geräteschränke sowie Niederspannungsverteilungen
- Systemelektronik wie Messdatenerfassungssysteme, elektronische Überwachungsgeräte und Software